# Schloss Schönbühl
Schloss Schönbühl ist ein Schloss in Schönbühl, einem Gemeindeteil der bayerisch-schwäbischen Großen Kreisstadt Lindau (Bodensee).

## Geschichte
Schönbühl wurde erstmals urkundlich im Jahr 1467 als Schönnenbühel erwähnt. Der Ort gehörte einst zu inneren Gericht der Reichsstadt Lindau. Im 19. Jahrhundert wurde das Schloss Schönbühl des Adelsgeschlechts Nostitz erbaut. 1956 wurde ein Golfplatz in Schönbühl eröffnet.

## Baubeschreibung
Es handelt sich um ein Baudenkmal, die amtliche Beschreibung lautet:
- Schloss Schönbühl: zweigeschossiger Landsitz mit Mezzanin und flachem Walmdach, südlicher eingeschossiger Anbau, Mitte 19. Jahrhundert, im 20. Jahrhundert umgebaut und erweitert.